# Massimo Oddo
Massimo Oddo, Ufficiale OMRI (n. 14 iunie 1976, Pescara, Italia) este un fost fotbalist italian, retras din activitate.

## Cariera
Și-a început cariera de fotbalist în Italia, la Renato Curi, în sezonul 1992/93, jucând pentru această echipă 3 meciuri.
Sezonul următor a fost achiziționat de AC Milan, neavând niciun meci jucat pentru echipă în sezoanele 1993-94 și 1994-95, fapt pentru care a fost împrumutat la mai multe echipe de Liga a III-a Italiana la Fiorenzuola (unde a jucat 19 partide), Monza (4 partide),apoi în noiembrie 1996 la Prato (16 partide) și la Lecco (20 partide).
A fost apoi transferat la SSC Napoli, unde a jucat 36 de meciuri și a marcat un gol, în sezonul 1999-2000. La aceste 2 echipe a jucat în liga B din Italia, iar apoi a atins apogeul carierei.
Timp de două sezoane a jucat la Verona în Serie A, după care s-a transferat în anul 2002 la SS Lazio, unde a jucat până în 2005. La biancazzurri a activat în apogeul carierei, cel mai bun sezon al său fiind 2005-2006, în care a jucat 35 de meciuri și a marcat 7 goluri!